# Saint-Éman
 Saint-Éman  là một xã của tỉnh Eure-et-Loir, thuộc vùng Centre-Val de Loire, miền bắc nước Pháp.